# Brithopus
Brithopus és un gènere extint de teràpsid dinocèfal que visqué durant el Permià mitjà en allò que avui en dia és Rússia. Va ser descrit a partir de material fòssil fragmentari i mal preservat, en general era similar a Titanophoneus.
Va ser anomenat per primera vegada l'any 1838 i va ser classificat tradicionalment com a Anteosauria, un grup de dinocèfals carnívors. De fet, Brithopus va servir en temps passats de base per a la família Brithopodidae. Com que es basa en el material fragmentari, no diagnòstic, Brithopus és ara considerat com un nomen dubium, i l'únic membre de Brithopodidae. Brithopus pot estar fins i tot més estretament relacionat amb els herbívors tapinocefàlids que amb els anteosauris.
Brithopus era força gros, assolint una longitud de 2.5-3 m